# Orzivecchi
Orzivecchi est une commune italienne de la province de Brescia, dans la région Lombardie.

## Administration
| Période                                  | Période | Identité | Étiquette | Qualité |
| ---------------------------------------- | ------- | -------- | --------- | ------- |
|                                          |         |          |           |         |
| Les données manquantes sont à compléter. |         |          |           |         |

### Communes limitrophes
Comezzano-Cizzago, Orzinuovi, Pompiano, Roccafranca

## Personnalités liées
- Annelvira Ossoli (1936-1995), née à Orzivecchi, religieuse de l'ordre des Sœurs des pauvres de Bergame, missionnaire et infirmière en Afrique, où elle devient supérieure provinciale de son ordre, et meurt « martyre de la charité » en contractant la maladie Ebola auprès de ceux qu'elle a rejoints pour les assister ; reconnue vénérable par le pape François en 2021[2].